# Carlo Thränhardt
Carlo Thränhardt, född 5 juli 1957 i Bad Lauchstädt, Tyskland, är en av få höjdhoppare som hoppat 2,40 eller högre. Han vann guldet under de första officiella världsmästerskapen inomhus i Indianapolis 1987 på höjden 2,24 m.
Thränhardt höll ett tag världsrekordet inomhus med 2,42, satt i Berlin 1988. Utomhus blev bästa resultatet 2,37 (fortfarande tyskt rekord) och den främsta meriten ett brons vid EM 1986. På inomhus-EM tog han ett guld (1983) och fyra silver (1981, 1984, 1986, 1987.) 